# Hydraulikmotor

Schaltsymbol eines Hydraulikmotors

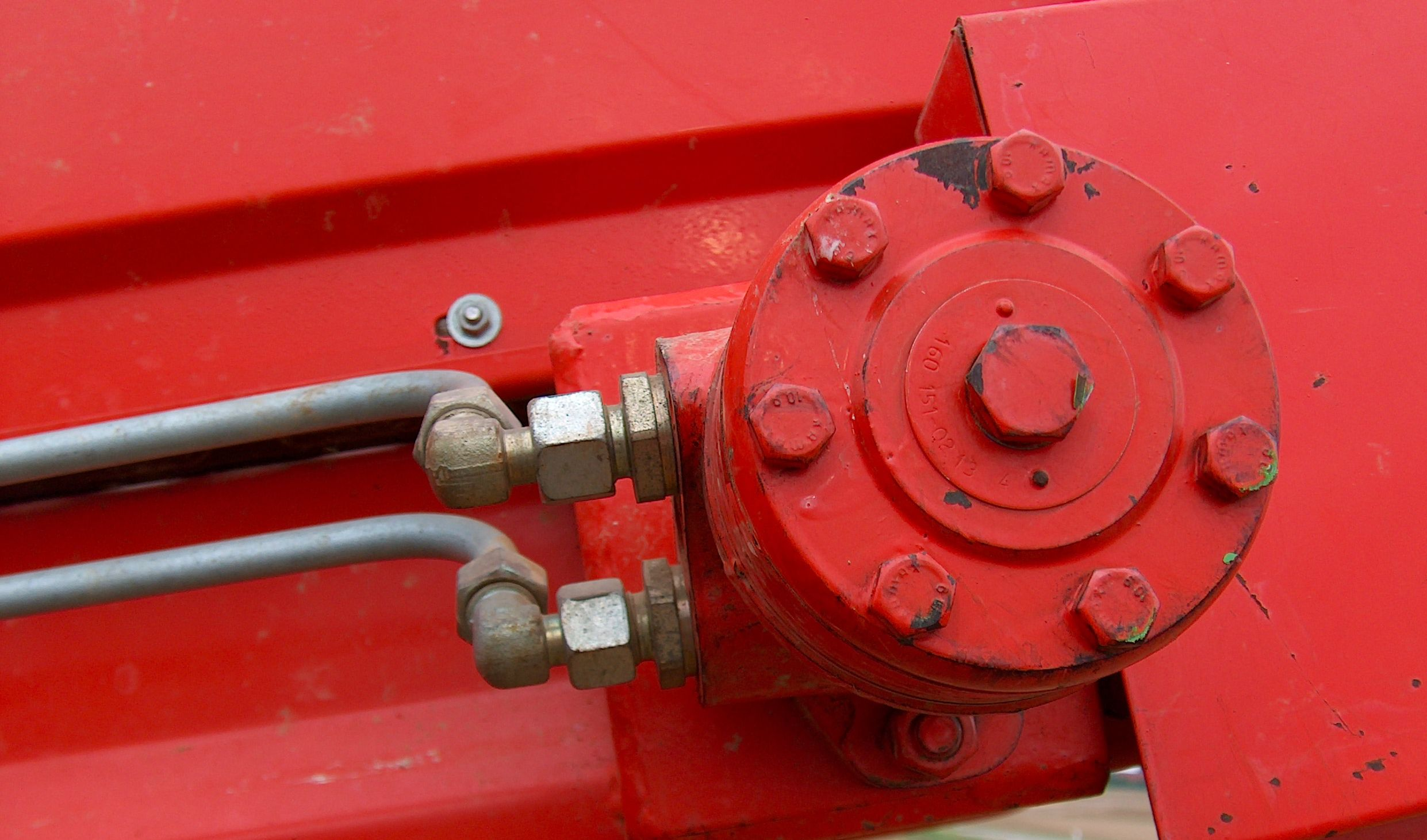
Hydraulikmotor

Ein Hydraulikmotor, auch Hydromotor genannt, hat die Aufgabe, hydraulische Energie (Druck × Volumen) in mechanische Arbeit umzuwandeln. Es existieren hierzu eine Vielzahl von Bauarten, in ihrer Arbeitsweise grob einteilbar in Konstant- und Verstellmotoren.

## Merkmale
Hydrostatische Antriebe haben einen festen Zusammenhang zwischen Volumenstrom und Drehzahl, können jedoch umschaltbar sein. Sie sind wie Hydraulikpumpen (z. B. wie eine Zahnradpumpe) aufgebaut; die mit dem Ölstrom transportierte Energie wird wiederum durch Druckeinwirkung auf die Zahnräder in Rotationsenergie zurückverwandelt. Sie werden als Antrieb u. a. für Förderbänder verwendet, Axialkolbenmotor-Bauformen sind sowohl mit konstanten als auch variablen Hubvolumina erhältlich. Sie werden zum Beispiel als Fahrantrieb von Baggern verwendet; man spricht in diesem Zusammenhang auch oft von einem hydrostatischen Getriebe.
Das von hydrodynamischen Motoren erzeugte Drehmoment ist oft unabhängig von der Drehzahl steuerbar (siehe Strömungskupplung, Hydraulikgetriebe).
Das maximale Moment eines Hydraulikmotors wird durch den Druck der Hydraulikflüssigkeit bestimmt. Das Schluckvolumen bestimmt die Drehzahl, sie ist vom zugeführten Volumenstrom abhängig.

## Bauformen
Bauformen sind z. B. der Axialkolbenmotor, der Radialkolbenmotor, Zahnradpumpen, Getriebemotoren und verschiedene Flügelradformen in Strömungsgetrieben.